# 卡洛斯·戈麦斯
卡洛斯·戈麦斯（西班牙語：Carlos Gómez，1952年8月16日—2017年12月16日），墨西哥男子足球运动员，司职后卫。他曾代表墨西哥国家队参加1978年国际足联世界杯，结果队伍止步小组赛阶段。